# Eugenio Bersellini
Eugenio Bersellini, né le 10 juin 1936 à Borgo Val di Taro et mort le 17 septembre 2017 à Prato, est un footballeur italien et un entraîneur.

## Carrière
Ses débuts en tant qu'entraîneur remontent à 1968-1969, alors qu'il joue pour Lecce.
De 1982 à 1984, il entraîne le Torino Calcio.
De 1998 à 1999, il est appelé à diriger l'équipe de Libye en tant que commissaire technique.
De retour en Italie, en 2006, il se voit confier la tâche de sauver le club de Lavagnese, en série D.
Il meurt le 17 septembre 2017 à l'âge de 81 ans, d'une pneumonie.